# لانوس
لانوس (به اسپانیایی: Lanús) شهری در کشور آرژانتین، استان بوئنوس آیرس است که در سال ۲۰۰۹ میلادی، حدود ۲۱۲٬۱۵۲ نفر جمعیت داشته است.